# Pavel Radoměrský
Pavel Radoměrský (23. listopadu 1926 Praha – 13. října 2008) byl český numismatik a archeolog, pracovník numismatického oddělení Národního muzea v Praze.

## Život
Pavel Radoměrský vystudoval historii na Filosofické fakultě University Karlovy. Po ukončení studia v roce 1952 začal pracovat v numismatickém oddělení Národního muzea v Praze. V roce 1961 přešel do oddělení historicko-archeologického, kde působil až do odchodu do důchodu v roce 1986. Zabýval se především mincovnictvím keltským, antickým, byzantským a českým denárovým obdobím. Je autorem řady odborných studií a pro laickou veřejnost několika prací, které zpřístupňují srozumitelnou formou dosažené poznatky a nové informace z numismatiky. Byl dlouholetým členem a v letech 1968–1976 předsedou Numismatické společnosti československé. Za svou dlouholetou činnost, kterou se výrazně zasloužil o rozvoj a zachování kulturního dědictví na Podblanicku, obdržel po smrti v roce 2009 ocenění Blanický rytíř.

## Publikace
- Nálezy mincí v Čechách, na Moravě a ve Slezsku. I. díl, Denárové období. NČSAV Praha 1958.
- Blaník a Louňovice pod Blaníkem : Historicko-archeologický přehled. Benešov u Prahy : Osv. dům, 1966. 32 s.
- Peníze, poklady, padělky : mince a jejich nálezy na československém území. Praha : Orbis, 1975. 321 s. (spoluautor Bohuslav Hlinka). 2. pozm. vyd. Peníze, poklady, padělky. Praha : Academia, 1996. 262 s. ISBN 80-200-0572-2.
- Peníze celého světa. Praha : Mladá fronta, 1981. 247 s. (spoluautor Bohuslav Hlinka). 3. dopl. vyd. Peníze celého světa : zpracováno podle stavu k 1. 1. 1985. Praha : Mladá fronta, 1987. 295 s.
- Encyklopedie české numismatiky. Praha : Libri, 1996. 349 s. ISBN 80-85983-09-5. (spoluautor Zdeněk Petráň)
- Ilustrovaná encyklopedie české, moravské a slezské numismatiky. Praha : Libri, 2001. 310 s. ISBN 80-7277-067-5. (spoluautor Zdeněk Petráň). 3. vyd. Praha : Libri, 2010. 310 s. ISBN 978-80-7277-411-1.